# Capitoli di D•N•Angel

Copertina del primo numero dell'edizione italiana

Questa è la lista dei capitoli del manga D•N•Angel di Yukiru Sugisaki. La serie si incentra su Daisuke Niwa, uno studente delle scuole medie, che si trasforma nel ladro Dark Mousy ogni volta che pensa alla sua amata, Risa Harada.
Il manga è stato serializzato dal 1997 al 24 gennaio 2021 sulla rivista Monthly Asuka della Kadokawa Shoten. I capitoli si sono succeduti mensilmente fino ad agosto 2005, quando Sugisaki ha temporaneamente sospeso la serie. La serie è poi tornata ad essere pubblicata dal numero di aprile 2008. La serie è entrata nel climax nel febbraio 2019 mentre nel settembre 2020 l'autrice ne annunciò l'oramai imminente conclusione. A novembre 2020 venne reso noto che mancavano 3 capitoli al termine dell'opera. L'opera si è poi conclusa nel numero di marzo 2021 uscito il 24 gennaio 2021. I capitoli sono stati raccolti in 20 volumi tankōbon pubblicati dalla Kadokawa Shoten dal 13 novembre 1997 al 24 giugno 2021.
Un'edizione in italiano è edita da Panini Comics tramite l'etichetta Planet Manga. Il primo volume è uscito il 23 febbraio 2006 mentre l'ultimo, il quindicesimo, il 26 gennaio 2012. I primi albi sono stati pubblicati a cadenza mensile. Dopo la pausa nella pubblicazione originale, la distribuzione italiana è diventata aperiodica. Una nuova edizione composta da 10 volumi, D•N•Angel Ultimate Deluxe Edition, è stata pubblicata ad opera dello stesso editore dal 20 giugno 2024 al 27 marzo 2025.

## Lista volumi
| Nº Ja | Nº It | Data di prima pubblicazione | Data di prima pubblicazione | Data di prima pubblicazione                                            | Data di prima pubblicazione              |
| Nº Ja | Nº It | Giapponese | Giapponese                  | Italiano                                                               | Italiano                                 |
| ----- | ----- | --- | --------------------------- | ---------------------------------------------------------------------- | ---------------------------------------- |
| 1     | 1     | 13 novembre 1997 | ISBN 4-04-924701-1          | 23 febbraio 2006 (prima edizione) 20 giugno 2024 (Ultimate Deluxe)     | ISBN 978-88-287-8878-2 (Ultimate Deluxe) |
| 1     | 1     | Capitoli - 1. TROUBLE! Un biglietto di sfida chiamato "amore" - 2. LEVEL UP! Un biglietto di sfida dall'irreale - 3. Il secondo biglietto di sfida dall'angelo caduto - Special. L'arrogante "N" - Special. Postfazione dell'autrice |                             |                                                                        |                                          |
| 2     | 1     | 14 dicembre 1998 | ISBN 4-04-924761-5          | 23 marzo 2006 (prima edizione) 20 giugno 2024 (Ultimate Deluxe)        | ISBN 978-88-287-8878-2 (Ultimate Deluxe) |
| 2     | 1     | Capitoli - 4. DARK! Un biglietto di sfida dal DNA - 5. Il biglietto di sfida di Risa - 6. GAMBLE! Il biglietto di sfida sul grattacielo - Special. AGAIN! Incontro con il demone |                             |                                                                        |                                          |
| 3     | 2     | 19 agosto 1999 | ISBN 4-04-924789-5          | 11 maggio 2006 (prima edizione) 18 luglio 2024 (Ultimate Deluxe)       | ISBN 978-88-287-9188-1 (Ultimate Deluxe) |
| 3     | 2     | Capitoli - 7. Un biglietto di sfida nel giorno di St. White (1ª parte) - 7. Un biglietto di sfida nel giorno di St. White (2ª parte) - 8. Il biglietto di sfida dalle ali piumate - 9. Il biglietto di sfida della maschera - Special. One Night Magic Vol. 1 - Special. One Night Magic Vol. 2 - Special. One Night Magic Vol. 3 - Special. One Night Magic Special - Special. 1º concorso per il personaggio più amato di DNAngel: i risultati! |                             |                                                                        |                                          |
| 4     | 2     | 17 luglio 2000 | ISBN 4-04-924827-1          | 15 giugno 2006 (prima edizione) 18 luglio 2024 (Ultimate Deluxe)       | ISBN 978-88-287-9188-1 (Ultimate Deluxe) |
| 4     | 2     | Capitoli - 10. GLASS! Il biglietto di sfida d'agata - 11. STAGE 2 vol.1 - 12. STAGE 2 vol.2 - Special. Un biglietto di sfida per un sorriso - Special. Serenità domestica della famiglia Kanno - Special. One Night Magic Vol.4 - Special. One Night Magic Vol.5 - Special. One Night Magic Vol.6 - Special. One Night Magic Vol.7 - Special. One Night Magic Vol.8 - Special. One Night Magic Vol.9 - Special. One Night Magic Vol.10            |                             |                                                                        |                                          |
| 5     | 3     | 17 febbraio 2001 | ISBN 4-04-924851-4          | 13 luglio 2006 (prima edizione) 29 agosto 2024 (Ultimate Deluxe)       | ISBN 978-88-287-9444-8 (Ultimate Deluxe) |
| 5     | 3     | Capitoli - 13. STAGE 2 vol. 3 - 14. STAGE 2 vol. 4 - 15. STAGE 2 vol. 5 - 16. STAGE 2 vol. 6 - 17. STAGE 2 vol. 7 - 18. STAGE 2 vol. 8 |                             |                                                                        |                                          |
| 6     | 3     | 17 gennaio 2002 | ISBN 4-04-924887-5          | 24 agosto 2006 (prima edizione) 29 agosto 2024 (Ultimate Deluxe)       | ISBN 978-88-287-9444-8 (Ultimate Deluxe) |
| 6     | 3     | Capitoli - 19. STAGE 2 vol. 9 - 20. STAGE 2 vol. 10 - 21. STAGE 2 vol. 11 - 22. Riku e Risa: episodio extra - 23. La lancetta dei secondi del Tempo (cap.1) - 24. La lancetta dei secondi del Tempo (cap.2) |                             |                                                                        |                                          |
| 7     | 4     | 17 ottobre 2002 | ISBN 4-04-924917-0          | 21 settembre 2006 (prima edizione) 26 settembre 2024 (Ultimate Deluxe) | ISBN 978-88-287-9680-0 (Ultimate Deluxe) |
| 7     | 4     | Capitoli - 25. La lancetta dei secondi del Tempo (cap.3) - 26. La lancetta dei secondi del Tempo (cap.4) - 27. La lancetta dei secondi del Tempo (cap.5) - 28. La lancetta dei secondi del Tempo (cap.6) - Special. Quattro vignette per i maschietti & quattro vignette per le femminucce - Special. One Night Magic; galleria di ritratti - Special. Illust Collection                                                                          |                             |                                                                        |                                          |
| 8     | 4     | 17 marzo 2003 | ISBN 4-04-924940-5          | 19 ottobre 2006 (prima edizione) 26 settembre 2024 (Ultimate Deluxe)   | ISBN 978-88-287-9680-0 (Ultimate Deluxe) |
| 8     | 4     | Capitoli - 29. La lancetta dei secondi del Tempo (cap.7) - 30. La lancetta dei secondi del Tempo (cap.8) - 31. La lancetta dei secondi del Tempo (cap.9) - 32. La lancetta dei secondi del Tempo (cap.10) - Special. One Night Magic: galleria di ritratti |                             |                                                                        |                                          |
| 9     | 5     | 17 luglio 2003 | ISBN 4-04-924945-6          | 21 dicembre 2006 (prima edizione) 24 ottobre 2024 (Ultimate Deluxe)    | ISBN 979-12-21900-57-6 (Ultimate Deluxe) |
| 9     | 5     | Capitoli - 33. La lancetta dei secondi del Tempo (cap.11) - 34. STAGE 3 vol.1 - 35. STAGE 3 vol.2 - 36. STAGE 3 vol.3 - 37. STAGE 3 vol.4 |                             |                                                                        |                                          |
| 10    | 5     | 17 febbraio 2004 | ISBN 4-04-924962-6          | 25 gennaio 2007 (prima edizione) 24 ottobre 2024 (Ultimate Deluxe)     | ISBN 979-12-21900-57-6 (Ultimate Deluxe) |
| 10    | 5     | Capitoli - 38. STAGE 3 vol.5 - 39. STAGE 3 vol.6 - 40. STAGE 3 vol.7 - 41. STAGE 3 vol.8 - 42. STAGE 3 vol.9 - 43. STAGE 3 vol.10 - 44. STAGE 3 vol.11 |                             |                                                                        |                                          |
| 11    | 6     | 10 agosto 2005 | ISBN 4-04-925010-1          | 21 febbraio 2008 (prima edizione) 28 novembre 2024 (Ultimate Deluxe)   | ISBN 979-12-21902-09-9 (Ultimate Deluxe) |
| 11    | 6     | Capitoli - 45. STAGE 3 vol.12 - 46. STAGE 3 vol.13 - 47. STAGE 3 vol 14 - 48. STAGE 3 vol 15 - 49. STAGE 3 vol 16 - 50. STAGE 3 vol 17 - Special. Short story 1 - Special. Short story 2 - Special. Short story 3 |                             |                                                                        |                                          |
| 12    | 6     | 17 giugno 2008 | ISBN 978-4-04-925060-2      | 27 agosto 2009 (prima edizione) 28 novembre 2024 (Ultimate Deluxe)     | ISBN 979-12-21902-09-9 (Ultimate Deluxe) |
| 12    | 6     | Capitoli - 51. STAGE 3 vol. 18 - 52. STAGE 3 vol. 19 |                             |                                                                        |                                          |
| 13    | 7     | 17 ottobre 2008 | ISBN 978-4-04-925063-3      | 22 ottobre 2009 (prima edizione) 19 dicembre 2024 (Ultimate Deluxe)    | ISBN 979-12-21903-93-5 (Ultimate Deluxe) |
| 13    | 7     | Capitoli - 53. STAGE 3 vol. 20 - 54. STAGE 3 vol. 21 - 55. STAGE 3 vol. 22 - 56. STAGE 3 vol. 23 |                             |                                                                        |                                          |
| 14    | 7     | 24 settembre 2010 | ISBN 978-4-04-925076-3      | 11 agosto 2011 (prima edizione) 19 dicembre 2024 (Ultimate Deluxe)     | ISBN 979-12-21903-93-5 (Ultimate Deluxe) |
| 14    | 7     | Capitoli - 57. STAGE 3 vol. storia extra - 58. STAGE 4 vol. 1 - 59. STAGE 4 vol. 2 - 60. STAGE 4 vol. 3 - 61. STAGE 4 vol. 4 - 62. STAGE 4 vol. 5 - 63. STAGE 4 vol. 6 |                             |                                                                        |                                          |
| 15    | 8     | 24 gennaio 2011 | ISBN 978-4-04-925076-3      | 26 gennaio 2012 (prima edizione) 30 gennaio 2025 (Ultimate Deluxe)     | ISBN 979-12-21908-21-3 (Ultimate Deluxe) |
| 15    | 8     | Capitoli - 64. STAGE 4 vol. 7 - 65. STAGE 4 vol. 8 - 66. STAGE 4 vol. 9 - 67. STAGE 4 vol. 10 - 68. STAGE 4 vol. 11 - 69. STAGE 4 vol. 12 |                             |                                                                        |                                          |
| 16    | 8     | 24 gennaio 2019 | —                           | 30 gennaio 2025 (Ultimate Deluxe)                                      | ISBN 979-12-21908-21-3 (Ultimate Deluxe) |
| 16    | 8     | Capitoli (traduzioni letterali dei titoli) - 70. STAGE 4 vol. 13 - 71. STAGE 4 vol. 14 - 72. STAGE 4 vol. 15 - 73. STAGE 4 vol. 16 - 74. STAGE 4 vol. 17 |                             |                                                                        |                                          |
| 17    | 9     | 24 luglio 2019 | —                           | 20 febbraio 2025 (Ultimate Deluxe)                                     | ISBN 979-12-21910-59-9 (Ultimate Deluxe) |
| 17    | 9     | Capitoli (traduzioni letterali dei titoli) - 75. STAGE 4 vol. 18 - 76. STAGE 4 vol. 19 - 77. STAGE 4 vol. 20 - 78. STAGE 4 vol. 21 - 79. STAGE 4 vol. 22 - 80. STAGE 4 vol. 23 - 81. STAGE 4 vol. 24 |                             |                                                                        |                                          |
| 18    | 9     | 24 marzo 2020 | —                           | 20 febbraio 2025 (Ultimate Deluxe)                                     | ISBN 979-12-21910-59-9 (Ultimate Deluxe) |
| 18    | 9     | Capitoli (traduzioni letterali dei titoli) - 82. STAGE 4 vol. 25 - 83. STAGE 4 vol. 26 - 84. STAGE 4 vol. 27 - 85. STAGE 4 vol. 28 - 86. STAGE 4 vol. 29 - 87. STAGE 4 vol. 30 |                             |                                                                        |                                          |
| 19    | 10    | 24 giugno 2021 | —                           | 27 marzo 2025 (Ultimate Deluxe)                                        | ISBN 979-12-21913-36-1 (Ultimate Deluxe) |
| 19    | 10    | Capitoli (traduzioni letterali dei titoli) - 88. STAGE 4 vol. 31 - 89. STAGE 4 vol. 32 - 90. STAGE 4 vol. 33 - 91. STAGE 4 vol. 34 - 92. STAGE 4 vol. 35 - 93. STAGE 4 vol. 36 - 94. STAGE 4 vol. 37 - 95. STAGE 4 vol. 38 |                             |                                                                        |                                          |
| 20    | 10    | 24 giugno 2021 | —                           | 27 marzo 2025 (Ultimate Deluxe)                                        | ISBN 979-12-21913-36-1 (Ultimate Deluxe) |
| 20    | 10    | Capitoli (traduzioni letterali dei titoli) - 96. STAGE 4 vol. 39 - 97. STAGE 4 vol. 40 - 98. STAGE 4 vol. 41 - 99. STAGE 4 vol. 42 - 100. STAGE 4 vol. 43 - 101. STAGE 4 vol. 44 - 102. STAGE 4 vol. 45 |                             |                                                                        |                                          |